# Czechy na Letnich Igrzyskach Paraolimpijskich 2004
Czechy na Letnich Igrzyskach Paraolimpijskich 2004 w Atenach reprezentowało 65 zawodników, 40 mężczyzn i 20 kobiet. Reprezentacja Czech zdobyła 31 medali, 16 złotych, 8 srebrnych i 7 brązowych. Zajęli 12. miejsce w klasyfikacji medalowej.